# Джарвис, Джон Уэсли

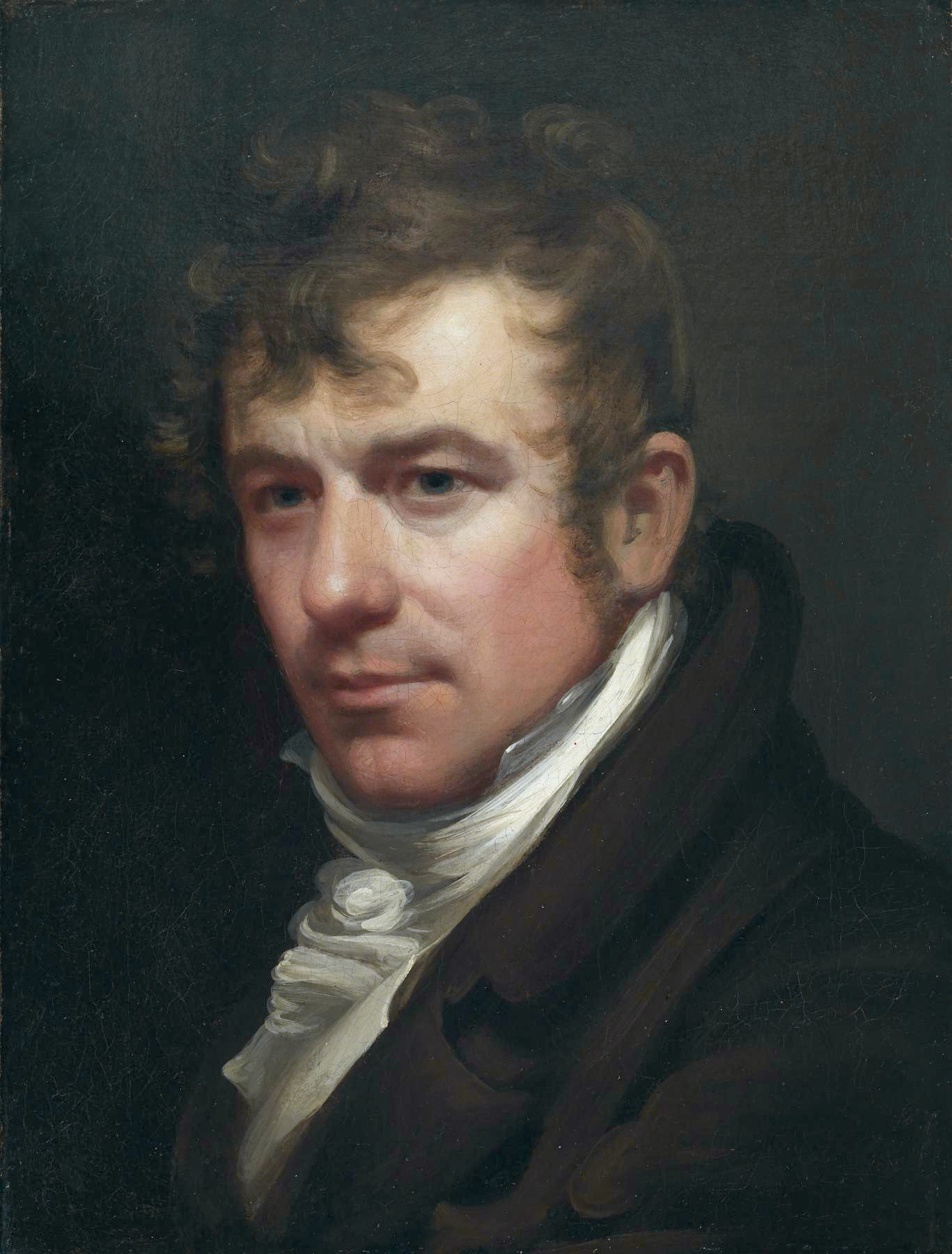
Джон Уэсли Джарвис, автопортрет, около 1812

Джон Уэсли Джарвис (англ. John Wesley Jarvis, * 1780 г. Саут-Шилдс, Великобритания; † 14 января 1839 г. Нью-Йорк) — американский художник-портретист.

## Жизнь и творчество
Родился в Англии семье американского моряка Джона Джарвиса и англичанки Энн Ламберт. В возрасте шести лет Джон Уэсли вместе со всей семьёй переезжает в США, первоначально в Нью-Йорк, а затем, в начале 1790-х годов — в Филадельфию. Родные будущего художника были религиозны, его дядья по материнской линии Чарльз и Джон Уэсли были основателями методистской церкви. До отъезда в Америку в 1786 году Джон Уэсли учится в доме своего дяди, проповедника Джона Уэсли, в Лондоне, в том числе обучается рисунку. Юношей часто посещает мастерскую живописца Мэтью Пратта (1734-1805) в Филадельфии, где встречается со многими другими художниками. Джон Уэсли знакомится с американским художником датского происхождения Христианом Гуллагером (1759-1826). Он продолжает своё образование с 1796 года у Эдуарда Саважа, затем у работавшего у Саважа английского графика Дэвида Эдвина (1776-1841). В 1801 году Саваж, а с ним и Джарвис перебираются в Нью-Йорк. В течение года Джарвис добивается на новом месте известности как искусный гравёр по меди. В 1803 году он открывает совместно с живописцем Джозефом Вудом (1778-1832) художественную мастерскую. Партнёры создают в ней преимущественно гравюры по меди, миниатюры и портреты. Искусству художественной миниатюры Джарвис учится у Эдуарда Малбона. В то же время он всё больше внимания и времени уделяет созданию масляных полотен, портретов в натуральную величину. В течение первых трёх лет в Филадельфии живописец руководит частной школой рисунка. 
В 1809 году Джон Уэсли Джарвис вступает в брак с Бетси Бартис. В 1813 году Бетси скончалась, оставив мужу на попечение двоих детей. Один из них, Чарльз Уэсли Джарвис (1812-1868), также стал художником-портретистом. Сотрудничество Джарвиса с Вудом продолжалось до 1810 года, после чего он перебирается в Балтимору, и здесь работает до 1813 года. Джарвис одевался достаточно эксцентрично, он был общителен, остроумен и любил общество. Всё это делает его и его произведения живописи популярными в Нью-Йорке и Балтиморе. Добившись профессионального успеха, мастер подолгу бывает на американском Юге, в Южной Каролине, Алабаме и Новом Орлеане. В Новом Орлеане ему позирует генерал Эндрю Джексон, избранный в 1829 году президентом США. Пиком популярности Джарвиса как художника становятся 1810-е годы, когда по поручению городской коллегии Нью-Йорка он получает заказ на шесть портретов героев Американской революции и войны за Независимость США. Джон Уэсли Джарвис в 1810-1820-е годы является ведущим художником-портретистом Соединённых Штатов. 
В то же время с середины 1820-х годов наступает период неудач. В 1823 году художник проигрывает судебный процесс против своего ученика, живописца Джона Квидора (1801-1881), обвинившего его в нарушении контракта. В 1824 году следует другой суд, в результате которого вторая жена Джарвиса лишает его прав на воспитание их детей. В результате значительного уменьшения числа заказов Джарвис во второй половине 1820-х - начале 1830-х годов ездит по провинции, где пишет портреты — в Южной Каролине, Кентукки, Массачусетсе, Луизиане, Виргинии, Джорджии и Огайо. Возникают проблемы с алкоголем. В 1834 году в Новом Орлеане у него случается инсульт и Джарвис становится инвалидом — он частично парализован и с трудом может говорить. Последние годы жизни художника проходят в Нью-Йорке, здесь за ним ухаживает сестра. 

## Галерея

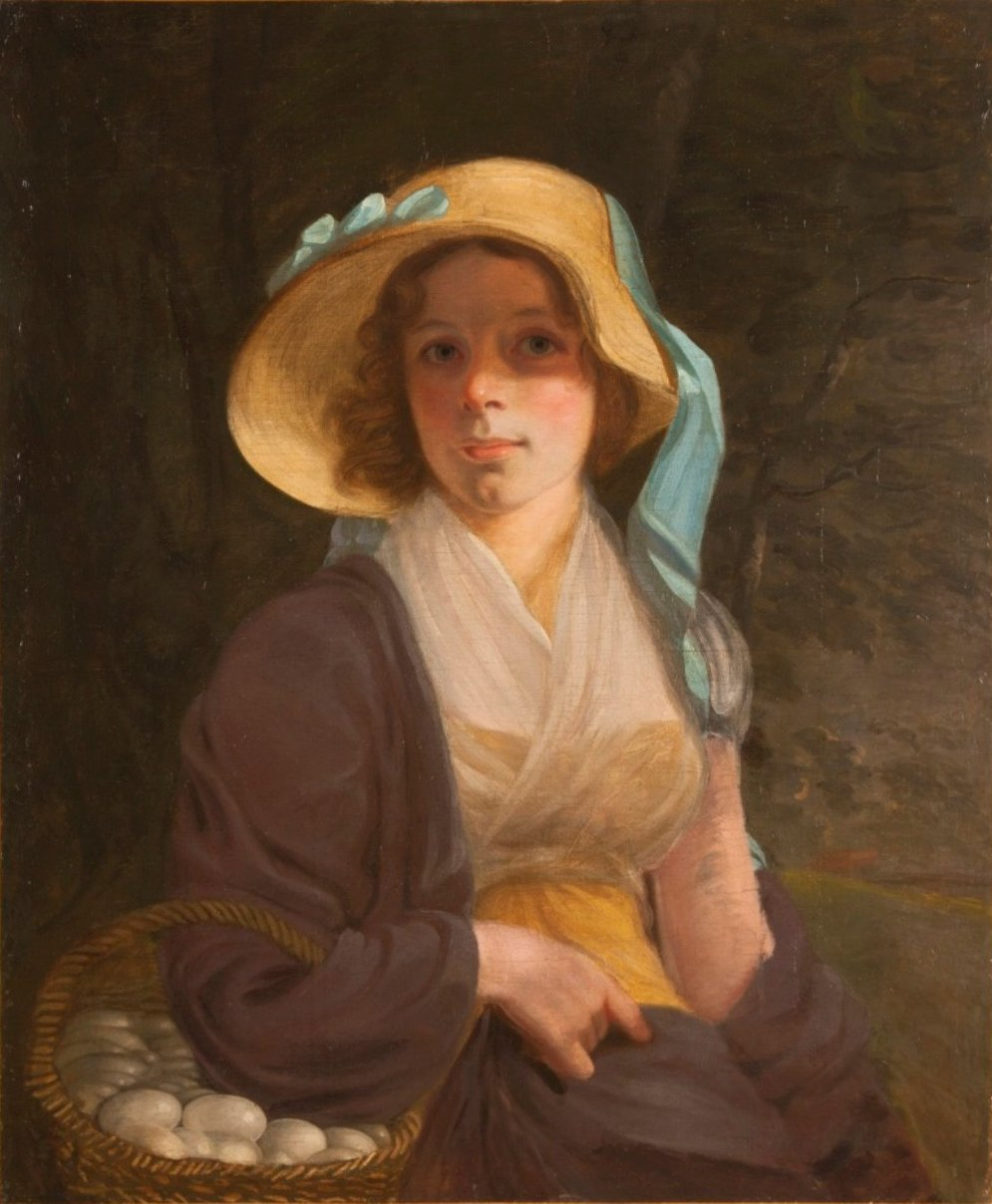
Портрет Бетси Бартис, первой жены художника
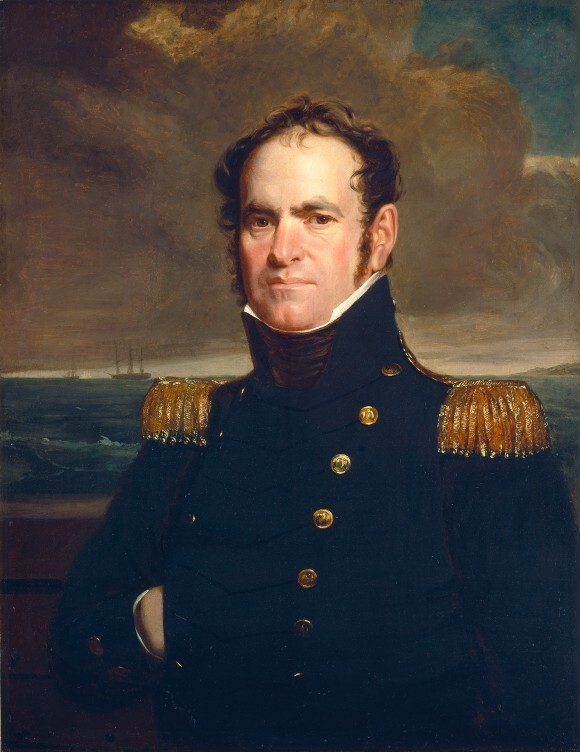
Портрет командора Джона Роджерса (1814)
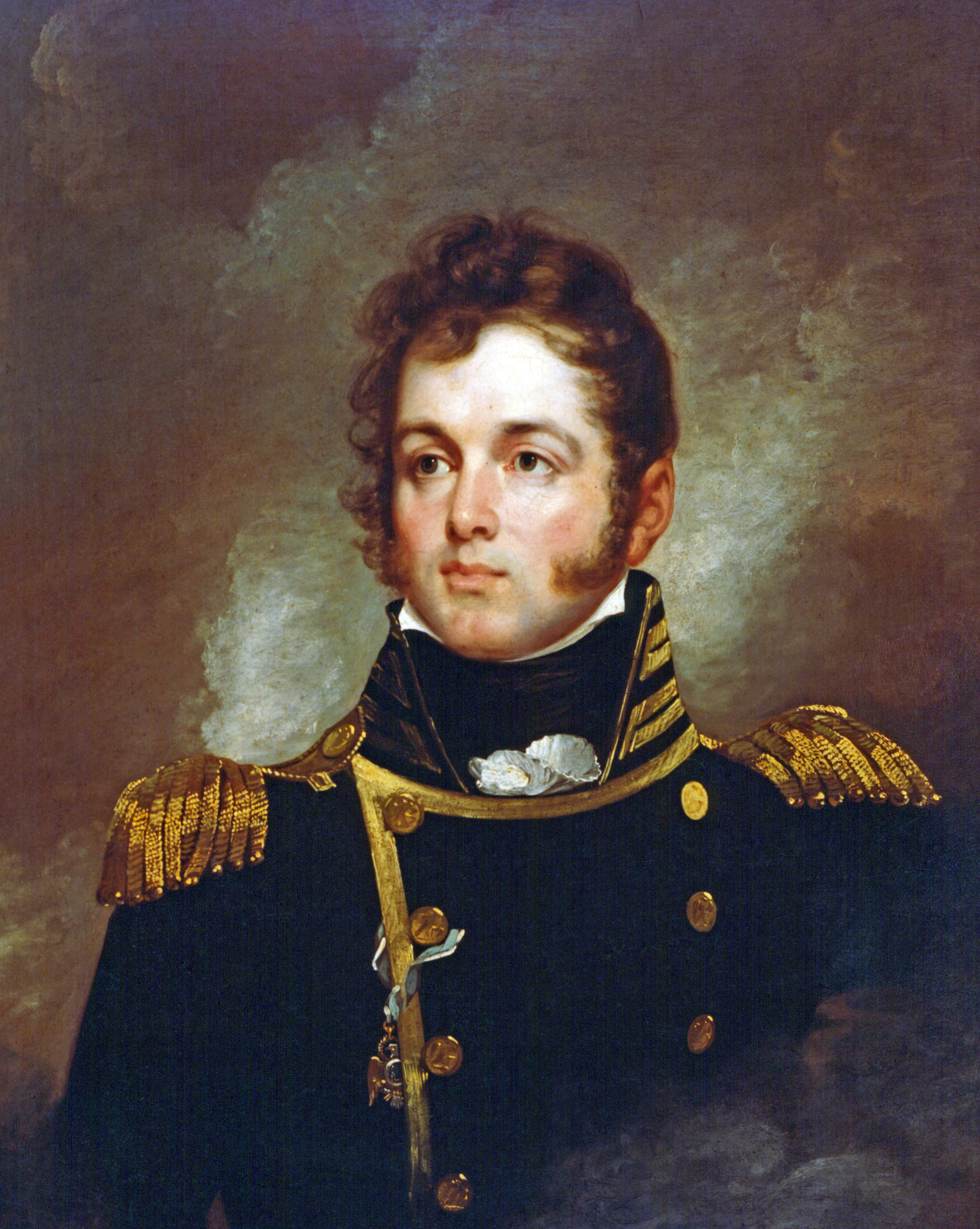
Портрет капитана Оливера Х.Перри
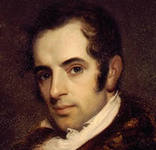
Портрет Вашингтона Ирвинга
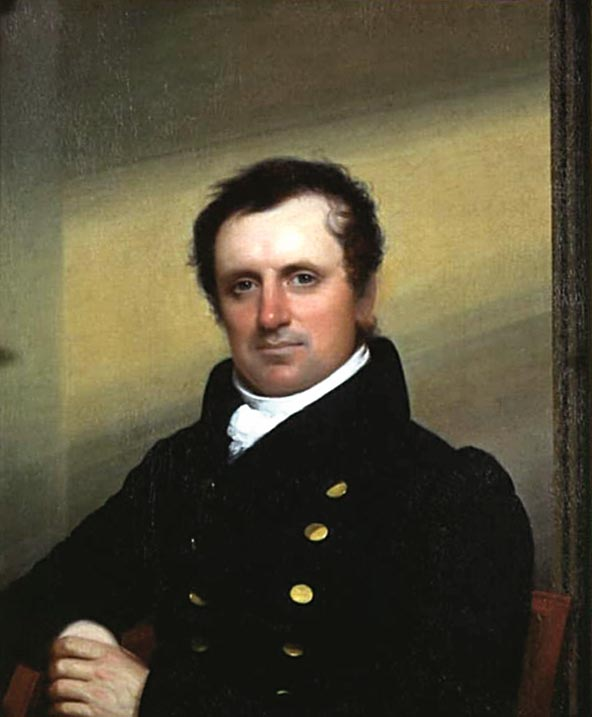
Портрет Джеймса Фенимора Купера (1830)
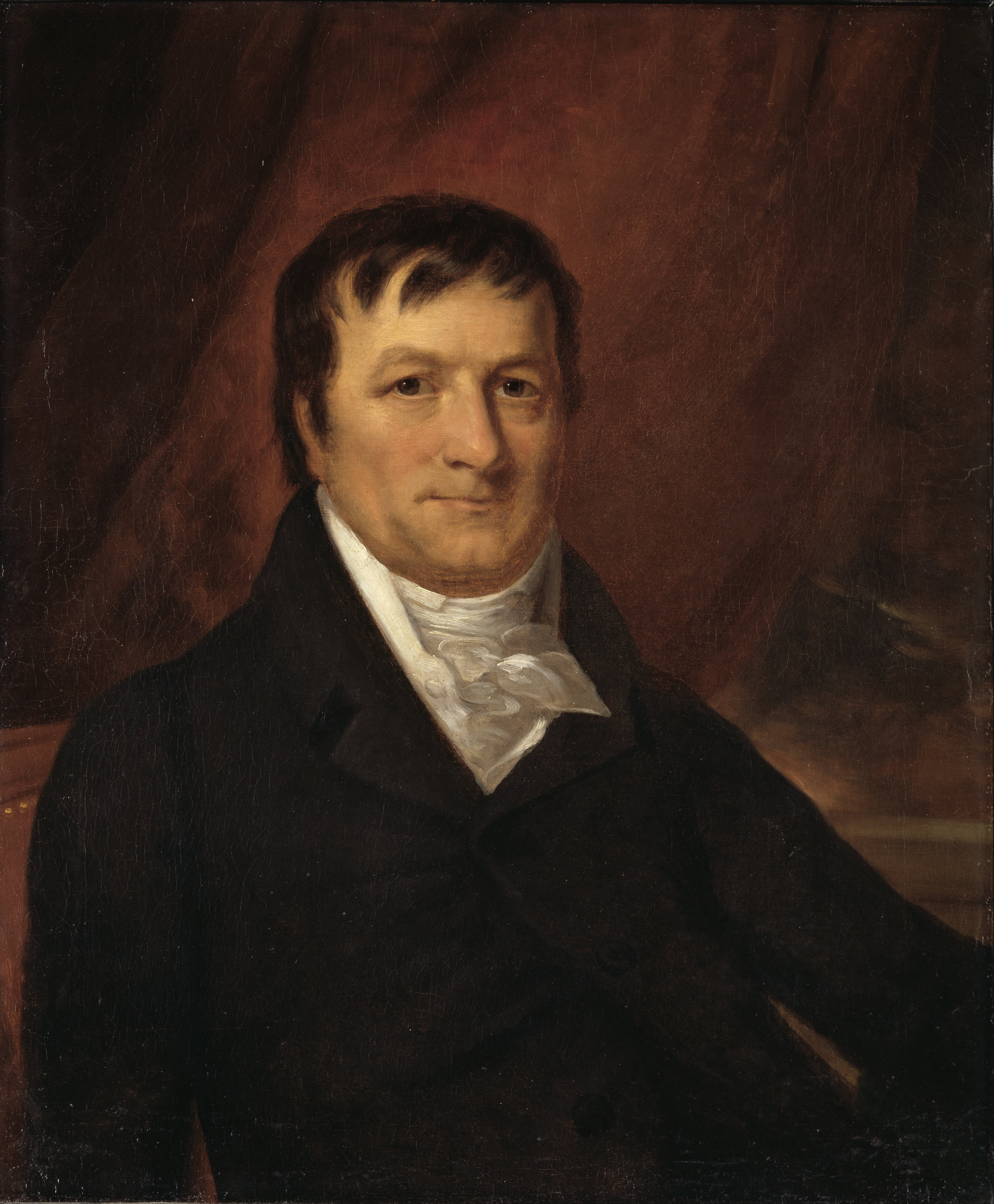
Портрет Джона Астора (1825)
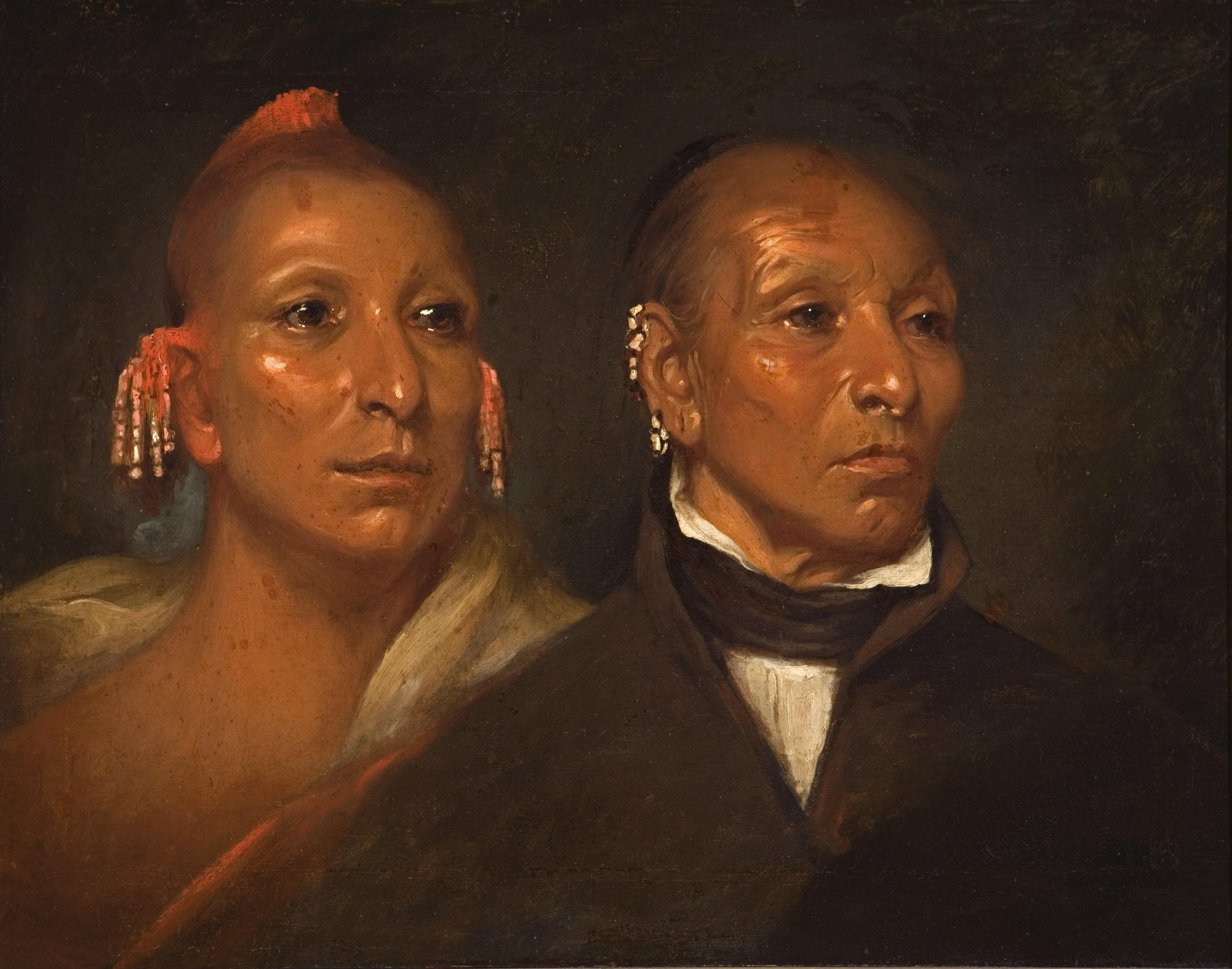
вождь сауков Чёрный Ястреб и его сын Раскат Грома (1833)

## Дополнения
- John Wesley Jarvis, Биографические данные на rkd.nl (Rijksbureau voor Kunsthistorische Documentatie, на нидерл. языке)